# Papillidiopsis stissophylla
Papillidiopsis stissophylla là một loài Rêu trong họ Sematophyllaceae. Loài này được (Hampe & Müll. Hal.) B.C. Tan & Y. Jia mô tả khoa học đầu tiên năm 1999.